# Demanufacture
Demanufacture – drugi album studyjny amerykańskiego zespołu muzycznego Fear Factory. Wydawnictwo ukazało się 13 czerwca 1995 roku nakładem wytwórni muzycznej Roadrunner Records.
Nagrania zostały zarejestrowane w Bearsville Studios w Bearsville pomiędzy 7 października a 20 listopada 1994 roku. Dodatkowe ślady nagrano w Whitfield Street Recording w Londynie pomiędzy 2 a 18 grudnia 1994 roku. Miksowanie odbyło się w The Enterprise Studios w Burbank pomiędzy 4 a 26 lutego 1995 roku.
Do kwietnia 2002 roku album znalazł w Stanach Zjednoczonych ponad 240 tys. nabywców.
Instrumentalne wersje utworów z tego albumu znalazły się na ścieżce dźwiękowej do gry Carmageddon.

## Lista utworów
Opracowano na podstawie materiału źródłowego.
| Nr  | Tytuł utworu                            | Słowa                        | Muzyka                                        | Długość |
| --- | --------------------------------------- | ---------------------------- | --------------------------------------------- | ------- |
| 1.  | „Demanufacture”                         | Burton C. Bell               | Dino Cazares, Raymond Herrera                 | 4:12    |
| 2.  | „Self Bias Resistor”                    | Burton C. Bell               | Dino Cazares, Raymond Herrera, Burton C. Bell | 5:12    |
| 3.  | „Zero Signal”                           | Burton C. Bell               | Dino Cazares, Raymond Herrera                 | 5:56    |
| 4.  | „Replica”                               | Burton C. Bell               | Dino Cazares, Raymond Herrera                 | 3:56    |
| 5.  | „New Breed”                             | Burton C. Bell, Dino Cazares | Dino Cazares, Raymond Herrera                 | 2:49    |
| 6.  | „Dog Day Sunrise” (cover Head of David) |                              |                                               | 4:45    |
| 7.  | „Body Hammer”                           | Burton C. Bell               | Dino Cazares, Raymond Herrera                 | 5:05    |
| 8.  | „Flashpoint”                            | Burton C. Bell               | Dino Cazares, Raymond Herrera                 | 2:53    |
| 9.  | „H-K (Hunter-Killer)”                   | Burton C. Bell               | Dino Cazares, Raymond Herrera                 | 5:17    |
| 10. | „Pisschrist”                            | Burton C. Bell               | Dino Cazares, Raymond Herrera                 | 5:25    |
| 11. | „A Therapy For Pain”                    | Burton C. Bell               | Dino Cazares, Raymond Herrera                 | 9:43    |
|     |                                         |                              |                                               | 55:13   |

## Twórcy
Opracowano na podstawie materiału źródłowego.

- Burton C. Bell - wokal prowadzący, instrumenty klawiszowe
- Christian Olde Wolbers - gitara basowa
- Dino Cazares - gitara
- Raymond Herrera - perkusja
- Greg Reely - inżynieria dźwięku
- Steve Harris - inżynieria dźwięku
- Zmago Smon - inżynieria dźwięku
- David Huron - asystent inżyniera dźwięku
- Jake Davies - asystent inżyniera dźwięku
- Scott Gormley - asystent inżyniera dźwięku
- Reynor Diego - instrumenty klawiszowe
- George Marino - mastering
- Greg Reely - miksowanie
- Rhys Fulber - miksowanie, instrumenty klawiszowe
- Joseph Cultice - zdjęcia
- Colin Richardson - produkcja muzyczna
- Michele Lanci-Altomare - oprawa graficzna
- Dave McKean - ilustracje

## Listy sprzedaży
| Lista                | Kraj            | Pozycja |
| -------------------- | --------------- | ------- |
| UK Albums Chart      | Wielka Brytania | 27      |
| Media Control Charts | Niemcy          | 31      |
| MegaCharts           | Holandia        | 53      |